# Ујхеј
Ујхеј (рум. Uihei) насеље је у Румунији у округу Тимиш у општини Шандра. Oпштина се налази на надморској висини од 87 m.

## Историја
По "Румунској енциклопедији" место је основано 1844. године од стране Немаца становника околних села, узгајивача дувана.

## Становништво
Према подацима из 2013. године у насељу је живело 511 становника, од којих су сви румунске националности.